# Oryzoborus maximiliani
Oryzoborus maximiliani е вид птица от семейство Тангарови (Thraupidae). Видът е световно застрашен, със статут Уязвим.

## Разпространение
Видът е разпространен в Боливия, Бразилия, Венецуела, Гвиана, Суринам и Френска Гвиана.